# Helena Sęk
Helena Sęk (ur. 27 stycznia 1938 w Zielonej Górze) – prof. zw. dr hab. psychologii. Obecnie profesor senior Uniwersytetu im. Adama Mickiewicza oraz profesor SWPS Uniwersytetu Humanistycznospołecznego w Warszawie, Wydział Zamiejscowy we Wrocławiu
Specjalizuje się w psychologii klinicznej i psychologii zdrowia

## Przebieg kariery
Pracę magisterską złożyła w roku 1962 nt. Tworzenie pojęć w schizofrenii (promotor prof. A. Lewicki). W roku 1963 podjęła pracę w Klinice Psychiatrycznej Akademii Medycznej oraz Miejskiej Poradni Zdrowia Psychicznego w Poznaniu na stanowisku psychologa klinicznego.
Kontynuowała również karierę naukową, podjęła studia doktoranckie w trybie indywidualnym, a w roku 1970 została zatrudniona na stanowisku adiunkta w Instytucie Psychologii UAM, w tym samym roku uzyskała stopień doktora nauk humanistycznych w zakresie psychologii na podstawie rozprawy pt. Zaburzenia operacji pojęciowych w zespołach omamowo-urojeniowych.
Promotorem przewodu doktorskiego był profesor Andrzej Lewicki, którego uznaje za swego mentora w karierze naukowej m.in. poświęciła jego pamięci podręcznik Wprowadzenie do psychologii klinicznej.
W roku 1978 uzyskała stopień doktora habilitowanego nauk humanistycznych na podstawie rozprawy pt. Orientacja w sytuacjach społecznych. Studium teoretyczno-kliniczne. (recenzenci: prof. dr hab. Maria Susłowska, prof. dr hab. Stanisław Dąbrowski, prof. dr hab. Adam Bilikiewicz).
Na początku lat 90. uzyskała stopień profesora nadzwyczajnego, a w roku 1994 profesora zwyczajnego.
W latach 1983–1994 pełniła funkcję Kierownika Zakładu Psychoprofilaktyki Instytutu Psychologii UAM.
Jest członkiem Komitetu Nauk Psychologicznych PAN od 1984. Członek Prezydium KNP PAN od 1987 do 1991 oraz od 1997 do 2008. Sprawowała też funkcję zastępcy Przewodniczącego KNP PAN od 1997 do 2008.
Do września 2008 r. pełniła funkcję Kierownika Zakładu Psychologii Zdrowia i Psychologii Klinicznej UAM. Prowadziła i nadal prowadzi wykłady z zakresu wprowadzenia do psychologii klinicznej i psychologii klinicznej w ramach specjalizacji, psychoprofilaktyki, psychologii zdrowia, stresu wydarzeń życiowych, wypalenia zawodowego, zachowań zdrowotnych i promocji zdrowia, prewencji zaburzeń, pomocy psychologicznej, wprowadzenia do społecznej psychologii klinicznej oraz zagadnień z psychoonkologii klinicznej

## Nagrody i odznaczenia
- 1970 otrzymała Nagrodę Zespołową Ministra Szkolnictwa Wyższego i Techniki za podręcznik "Psychologia kliniczna"
- 1981 Nagroda indywidualna (naukowa) Ministra Szkolnictwa Wyższego III
- 1990 odznaczona przez Prezydenta RP Złotym Krzyżem Zasługi
- 1991 odznaczona Medalem Edukacji Narodowej
- 1991 otrzymała Nagrody Naukowe Rektora UAM
- 1992 otrzymała Nagrodę Zespołową Ministra Edukacji Narodowej I stopnia za podręcznik "Społeczna psychologia kliniczna"
- 1993 otrzymała Nagrody Naukowe Rektora UAM
- 1998 otrzymała Nagrody Naukowe Rektora UAM
- 2002 otrzymała Nagrodę Indywidualna Ministra Edukacji Narodowej i Sportu za podręcznik "Wprowadzenie do psychologii klinicznej"
- 2006 otrzymała Nagrodę Zespołową Ministra Nauki i Szkolnictwa Wyższego za dwutomowy podręcznik Helena Sęk "Psychologia kliniczna" Wydawnictwo Naukowe PWN, który został napisany pod jej redakcją.
- 2008, 2009, 2011 Nagrody Rektora SWPS
- 2013 Medal Złoty za Długoletnią Służbę nadany przez Prezydenta Rzeczypospolitej Polskiej

## Życie prywatne
Od początku kariery naukowej związana z Poznaniem.
Zamężna, mąż Tadeusz Wincenty Sęk profesor Akademii Rolniczej w Poznaniu, ze związku zrodził się syn Paweł.
Profesor Sęk oprócz spraw nauki rozwija wiele pasji w życiu prywatnym. Jak pisze o sobie: pielęgnuje na co dzień więzi z bliskimi ludźmi, zaprzyjaźnionymi kotami oraz wszystkim, co żyje i rozwija się w ulubionym ogrodzie; wiele radości i sił czerpie także z mądrej lektury, kontaktu ze sztuką i przyrodą.

## Wybrane publikacje
Autorka monografii, prac zbiorowych oraz ponad dwustu prac na temat psychologii klinicznej i psychologii zdrowia.
- Helena Sęk Wprowadzenie do psychologii klinicznej, Warszawa 2001, Wydawnictwo Naukowe Scholar
- Helena Sęk Readings in health and preventive psychology, Poznań (1992), K.Domke Publ.
- Helena Sęk Orientacja w sytuacjach społecznych, Poznań 1980, Wydawnictwo Naukowe UAM
- Helena Sęk (red.) Psychologia kliniczna, Tom 1 i 2, Warszawa 2005, Wydawnictwo Naukowe PWN.
- Helena Sęk (red.) Metody projekcyjne: Tradycja i współczesność, Poznań 1984, Wydawnictwo Naukowe UAM.
- Helena Sęk (red.) Społeczna psychologia kliniczna, Warszawa (1991, 1993, 1998, 2004) Wydawnictwo Naukowe PWN.
- Helena Sęk (red.) Metody projekcyjne: Tradycja i współczesność. Poznań (1984), Wydawnictwo Naukowe UAM.
- Helena Sęk (red.) Zagadnienia psychologii prewencyjnej. Poznań (1991), Wydawnictwo Naukowe UAM.
- Helena Sęk (red.) Twórczość i kompetencje życiowe a zdrowie psychiczne. Poznań (1991), Wydawnictwo Naukowe UA
- Helena Sęk (red.) Wypalenie zawodowe – przyczyny, mechanizmy, zapobieganie. Warszawa (2000, 2004), Wydawnictwo Naukowe PWN.
- Helena Sęk (red.) Psychologia zdrowia, Warszawa (2000), Wydawnictwo Naukowe PWN.
- Helena Sęk, Stanisław Kowalik (red.) Psychologiczny kontekst problemów społecznych, Poznań (1999). Wydawnictwo Fundacji Humaniora.
- Helena Sęk, Tomasz Pasikowski (red.) Stres – Zasoby – Zdrowie. Poznań (2000), Wydawnictwo Fundacji Humaniora.
- Helena Sęk, Lidia Cierpiałkowska (red.) Psychologia kliniczna i psychologia zdrowia. Wybrane zagadnienia. Poznań (2001), Wydawnictwo Fundacji Humaniora.
- Helena Sęk, J. Brzeziński, (red.). (2002). Psychologia w obliczu przemian społeczno-kulturowych. Kolokwia Psychologiczne t. 10. Warszawa: Wydawnictwo Instytutu Psychologii PAN.
- Helena Sęk, H. Cieślak, R. (red.). Wsparcie społeczne, stres i zdrowie. Warszawa (2004), Wydawnictwo Naukowe PWN.
- Helena Sęk, H., Kaczmarek, Ł. (red.). W stronę psychologii pozytywnej. Poznań (2004), Bogucki Wydawnictwo Naukowe.